# Гонки на площади

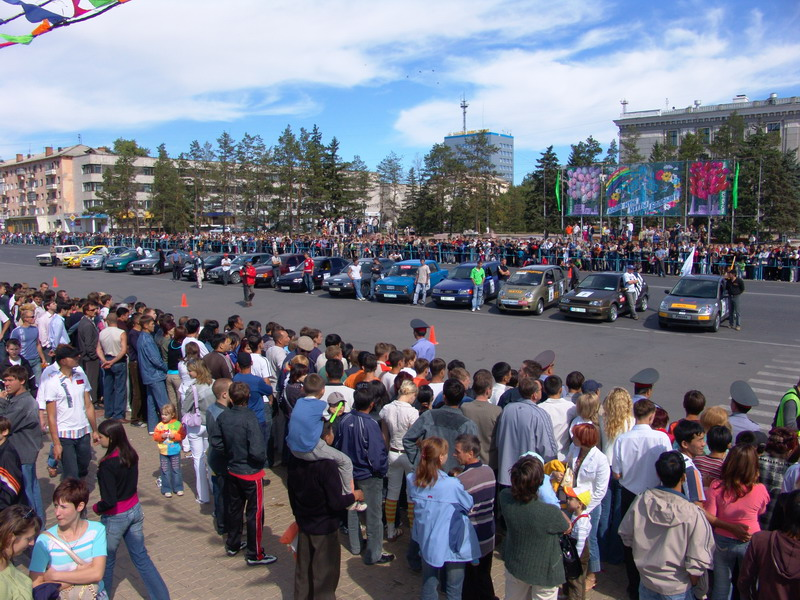
Построение участников дуэльных гонок на Кубок Subaru, 26.08.2006

«Гонки на площади» — серия любительских автогонок, проводившихся в городе Павлодар (областном центре Павлодарской области, Казахстан) в 1997—2008 годах. Все они проводились в районе «Центральной площади» и поэтому получили народное название «Гонки на площади».
Изначально небольшие соревнования, со временем стали отправной точкой в развитии целого направления в автоспортивной истории как города Павлодар, так и Республики Казахстан:
- В течение двенадцати лет (1997—2008) Автошоу, проводимые на «Центральной площади» стали практически неотъемлемой частью культурной жизни северо-казахстанского города[1][5].
- Вокруг этих соревнований сложилась своеобразная автоспортивная «тусовка», из которой в начале 2000-х фактически родилась Федерация автоспорта Павлодарской области, впоследствии занявшаяся развитием и профессиональных видов автоспорта[К 1].
- Родоначальник «гонок на площади» — Владимир Бородин, переехав в середине 1998 в Алматы начал культивировать гонки по скоростному фигурному вождению в южной столице Казахстана[2]. Через 8 лет в Караганде впервые прошли уже республиканские гонки по этому виду автоспорта[6], в 2007-м состоялся 6-этапный Кубок Казахстана по скоростному фигурному вождению[3][4][7][8], а в 2008 был проведён чемпионат страны[9][10][К 1]. Лидерам состязаний стали присваивать спортивные квалификации, вплоть до звания «Мастер спорта».
- Павлодарские любительские гонки по своему уровню организации, массовости, мастерству участников порой превосходили даже профессиональные автосоревнования проводившиеся в других регионах Казахстана различными автомобильными федерациями.

## Предыстория
В советское время в Павлодаре неоднократно проводились соревнования по автомногоборью, включавшие гонки по фигурному вождению. На главной площади города, которая в советское время называлась «площадь Ленина», а в 1990-х сменила название на «Центральная» — иногда давались старты и проходили финиши профессиональных автомобильных ралли, в рамках которых для зрителей устраивался спецучасток (СУ), фактически являвшийся минигонкой по фигурному вождению. С оглядкой на эти два направления и был создан некий симбиоз — автосоревнования для обычных автомобилистов, похожие на профессиональные, но с либеральными требованиями к технике, пилотам, упрощенными правилами — динамичные, носящие развлекательный характер, проходящие в формате яркого автомобильного шоу.

## Формат
Первые же автошоу сразу выявили главные плюсы подобных мероприятий:
- Городские власти в день празднования «красных дат» не вкладывая дополнительные финансы получали яркий автопраздник, гарантированно собиравший многотысячную зрительскую аудиторию и имевший отличную медийную отдачу;
- Сценарии городских мероприятий, проводимых в дни празднования «красных дат» часто не отличались оригинальностью и разнообразием — автомобильные шоу в этом случае становились настоящим подарком для организаторов всего праздничного действа. Выигрывали от этого и простые горожане, решившие сходить в выходной на торжество;
- Автомобилисты, мечтающие стать автогонщиками, но не имеющие для этого достаточных финансовых возможностей, получали возможность почувствовать вкус настоящих гонок. А при наличии мастерства — продемонстрировать свои таланты многочисленным зрителям, прессе, спонсорам. Некоторые из участников стали со временем профессиональными пилотами, как например Андрей Вирчик, главный герой «Гонок на площади»[К 1][11][12];
- Представители автогоночной тусовки имели возможность увидеть в деле молодые таланты и привлекать их в свои ряды;
- Спонсоры автошоу получали хорошую отдачу при относительно небольших затратах.

## Хронология

### 9 мая1997Соревнования поскоростному фигурному вождению«Скорость — 97»
- Место проведения: Автостоянка напротив кинотеатра «Аврора» (в 100 м от «Центральной площади»)
- Трасса: Образованные «фишками» классические элементы гонок по фигурному вождению
- Задача участников: Преодоление трассы на время
- Автомобили участников: Организаторами предоставлялись раллийные автомобили ВАЗ 2106 и ВАЗ 2108 (на выбор)
- Разработчик правил: Владимир Бородин
- Руководитель гонки: Владимир Бородин
- Победитель: Александр Куклин ВАЗ 2106

### 29 июня1997Авторалли 3-й категории «Ралли — 97»
- Место проведения: Старт и финиш осуществлялся на «Центральной площади» г.Павлодар, после чего спортсмены отправились на трассу, пролегавшую в основном вокруг города
- Трасса: Образованные «фишками» классические элементы гонок по фигурному вождению, городские улицы, загородные асфальтированные и грунтовые трассы
- Задача участников: Преодоление трассы на время (участки делились на два типа: с лимитом времени и без лимита времени)
- Автомобили участников: Личные
- Разработчик правил: Владимир Бородин
- Руководитель гонки: Владимир Бородин
- Победители: Сергей Шеломенцев — Сергей Акулов Nissan Bluebird

#### Призеры в классе до 1500 куб.см.
| Место | Пилот                 | Штурман             | Автомобиль           |
| ----- | --------------------- | ------------------- | -------------------- |
| 1     | Юрий Брагин           | Николай Карпович    | ВАЗ 2106 1.5         |
| 2     | Рахметолла Сарсембаев | Дамир Апушев        | Nissan Sunny B14 1.5 |
| 3     | Валерий Таштагубов    | Татьяна Таштагубова | ВАЗ 2109 1.3         |

#### Призеры в классе более 1500 куб.см.
| Место | Пилот             | Штурман             | Автомобиль                   |
| ----- | ----------------- | ------------------- | ---------------------------- |
| 1     | Сергей Шеломенцев | Сергей Акулов       | Nissan Bluebird 2.0          |
| 2     | Нурман Манахбаев  | Дмитрий Кузин       | Subaru Impreza WRX 2.0 turbo |
| 3     | Вячеслав Царицын  | Александр Оселедкин | ВАЗ 2107 1.6                 |

### 25 октября1998Дуэльные автогонки «Кубок Аиртон — 98»
- Место проведения: «Центральная площадь» г.Павлодар
- Трасса: Образованные «фишками» две параллельные дорожки с фигурами типа «змейка»
- Задача участников: Опережение соперника в очной дуэли
- Автомобили участников: Личные
- Разработчик правил: Михаил Афанасьев
- Руководитель гонки: Михаил Афанасьев
- Победитель: Димаш Копешев Subaru Legacy Mk1[К 1]

#### Призеры
| Место | Пилот          | Автомобиль            |
| ----- | -------------- | --------------------- |
| 1     | Димаш Копешев  | Subaru Legacy Mk1 2.0 |
| 2     | Олег Бергер    | VW Passat B3 2.0      |
| 3     | Дмитрий Майбах | Opel Tigra 1.4        |

### 9 мая1999Дуэльные автогонки «Кубок НСК — 99»
- Место проведения: Ул. Дзержинского, напротив ЦУМа г.Павлодар (в 100 м от «Центральной площади»)
- Трасса: Образованные «фишками» две параллельные дорожки с фигурами типа «змейка»
- Задача участников: Опережение соперника в очной дуэли
- Автомобили участников: Личные
- Разработчик правил: Михаил Афанасьев
- Руководитель гонки: Михаил Афанасьев
- Победитель: Андрей Вирчик Ford Sierra[К 1]

#### Призеры
| Место | Пилот          | Автомобиль      |
| ----- | -------------- | --------------- |
| 1     | Андрей Вирчик  | Ford Sierra 2.0 |
| 2     | Федор Тихий    | ВАЗ 2109 1.5    |
| 3     | Дмитрий Майбах | ВАЗ 2110 1.5    |

### 18 сентября1999Дуэльные автогонки «Кубок STERN — 99»
- Место проведения: «Центральная площадь» г.Павлодар
- Трасса: Образованные «фишками» две параллельные дорожки с фигурами типа «змейка»
- Задача участников: Опережение соперника в очной дуэли
- Автомобили участников: Личные
- Разработчик правил: Михаил Афанасьев
- Руководитель гонки: Михаил Афанасьев
- Победитель: Дмитрий Майбах ВАЗ 2110[К 1]

#### Призеры
| Место | Пилот            | Автомобиль      |
| ----- | ---------------- | --------------- |
| 1     | Дмитрий Майбах   | ВАЗ 2110 1.5    |
| 2     | Андрей Вирчик    | Ford Sierra 2.0 |
| 3     | Тастемир Рахимов | Daewoo Tico 0.8 |

### 8 мая20001-й этап чемпионата г.Павлодарпо дуэльным автогонкам-2000
- Место проведения: «Центральная площадь» г.Павлодар
- Трасса: 1-й тур: Образованные «фишками» классические элементы гонок по фигурному вождению. 2-й тур: Образованные «фишками» две параллельные дорожки с фигурами типа «змейка»
- Задача участников: 1-й тур: Преодоление трассы на время. 2-й тур: Опережение соперника в очной дуэли (участвовали 16 сильнейших по итогам 1-го тура)
- Автомобили участников: Личные
- Разработчик правил: Михаил Афанасьев
- Руководитель гонки: Михаил Афанасьев
- Победитель: Тастемир Рахимов Daewoo Tico[К 1]

#### Призеры
| Место | Пилот            | Автомобиль      |
| ----- | ---------------- | --------------- |
| 1     | Тастемир Рахимов | Daewoo Tico 0.8 |
| 2     | Андрей Вирчик    | Renault 19 1.8  |
| 3     | Дин Рахимов      | Daewoo Tico 0.8 |

### 23 сентября20002-й этап чемпионата г.Павлодарпо дуэльным автогонкам-2000
- Место проведения: «Центральная площадь» г.Павлодар
- Трасса: 1-й тур: Образованные «фишками» классические элементы гонок по фигурному вождению. 2-й тур: Образованные «фишками» две параллельные дорожки с фигурами типа «змейка»
- Задача участников: 1-й тур: Преодоление трассы на время. 2-й тур: Опережение соперника в очной дуэли (участвовали 16 сильнейших по итогам 1-го тура)
- Автомобили участников: Личные
- Разработчик правил: Михаил Афанасьев
- Руководитель гонки: Михаил Афанасьев
- Победитель: Тастемир Рахимов Daewoo Tico[К 1]

#### Призеры
| Место | Пилот             | Автомобиль              |
| ----- | ----------------- | ----------------------- |
| 1     | Тастемир Рахимов  | Daewoo Tico 0.8         |
| 2     | Андрей Вирчик     | Renault 19 1.8          |
| 3     | Валерий Коберский | Toyota Corolla AE82 1.5 |

### Итоги чемпионата г. Павлодара по дуэльным автогонкам среди автолюбителей2000
| Место | Пилот             |
| ----- | ----------------- |
| 1     | Тастемир Рахимов  |
| 2     | Андрей Вирчик     |
| 3     | Валерий Коберский |

### 5 мая20011-й этап чемпионатаПавлодарской областипо дуэльным автогонкам-2001
- Место проведения: «Центральная площадь» г.Павлодар
- Трасса: 1-й тур: Образованные «фишками» классические элементы гонок по фигурному вождению. 2-й тур: Образованные «фишками» две параллельные дорожки с фигурами типа «змейка»
- Задача участников: 1-й тур: Преодоление трассы на время. 2-й тур: Опережение соперника в очной дуэли (участвовали 16 сильнейших по итогам 1-го тура)
- Автомобили участников: Личные
- Разработчик правил: Михаил Афанасьев
- Руководитель гонки: Тастемир Рахимов
- Победитель: Дин Рахимов Daewoo Tico[К 1]

#### Призеры
| Место | Пилот          | Автомобиль    |
| ----- | -------------- | ------------- |
| 1     | Дин Рахимов    | Daewoo Tico   |
| 2     | Андрей Вирчик  | ВАЗ 2108      |
| 3     | Дмитрий Майбах | Opel Kadett E |

### 30 сентября20014-й этап чемпионатаПавлодарской областипо дуэльным автогонкам-2001
- Место проведения: «Центральная площадь» г.Павлодар
- Трасса: 1-й тур: Образованные «фишками» классические элементы гонок по фигурному вождению. 2-й тур: Образованные «фишками» две параллельные дорожки с фигурами типа «змейка»
- Задача участников: 1-й тур: Преодоление трассы на время. 2-й тур: Опережение соперника в очной дуэли (участвовали 16 сильнейших по итогам 1-го тура)
- Автомобили участников: Личные
- Разработчик правил: Михаил Афанасьев
- Руководитель гонки: Тастемир Рахимов
- Победитель: Валерий Коберский Toyota Corolla AE82[К 1]

#### Призеры
| Место | Пилот             | Автомобиль          |
| ----- | ----------------- | ------------------- |
| 1     | Валерий Коберский | Toyota Corolla AE82 |
| 2     | Андрей Вирчик     | ВАЗ 2108            |
| 3     | Андрей Яковенко   | Toyota Corolla AE82 |

### Итоги чемпионатаПавлодарской областипо дуэльным автогонкам среди автолюбителей2001
| Место | Пилот             |
| ----- | ----------------- |
| 1     | Андрей Вирчик     |
| 2     | Валерий Коберский |
| 3     | Дин Рахимов       |

### 29 июня2002Авторалли 3-й категории «Павлодар-2002»
- Место проведения: Старт и финиш осуществлялся на «Центральной площади» г.Павлодар, после чего спортсмены отправились на трассу, пролегавшую в основном вокруг города
- Трасса: Образованные «фишками» классические элементы гонок по фигурному вождению, городские улицы, загородные асфальтированные и грунтовые трассы
- Задача участников: Преодоление трассы на время (участки делились на два типа: с лимитом времени и без лимита времени)
- Автомобили участников: Личные
- Разработчик правил: Владимир Бородин
- Руководитель гонки: Михаил Афанасьев
- Победители: Андрей Вирчик — Денис Клачан ВАЗ 2108[К 1]

#### Призеры
| Место | Пилот           | Штурман         | Автомобиль     |
| ----- | --------------- | --------------- | -------------- |
| 1     | Андрей Вирчик   | Денис Клачан    | ВАЗ 2108       |
| 2     | Кайрат Бирлянов | Александр Кромм | VW Scirocco II |
| 3     | Евгений Аникьев | Николай Кудош   | ВАЗ 21099      |

### 11 октября2003Авторалли 3-й категории «Павлодар-2003»
- Место проведения: Старт и финиш осуществлялся на «Центральной площади» г.Павлодар, после чего спортсмены отправились на трассу, пролегавшую в основном вокруг города
- Трасса: Образованные «фишками» классические элементы гонок по фигурному вождению, городские улицы, загородные асфальтированные и грунтовые трассы
- Задача участников: Преодоление трассы на время (участки делились на два типа: с лимитом времени и без лимита времени)
- Автомобили участников: Личные
- Разработчик правил: Владимир Бородин
- Руководитель гонки: Михаил Афанасьев
- Победители: Андрей Вирчик — Иван Кадыров ВАЗ 2108[К 1]

#### Призеры
| Место | Пилот             | Штурман        | Автомобиль    |
| ----- | ----------------- | -------------- | ------------- |
| 1     | Андрей Вирчик     | Иван Кадыров   | ВАЗ 2108      |
| 2     | Олег Ягодка       | Валентин Горст | BMW 320 E30   |
| 3     | Саукен Нагайбеков | Олег Мастеров  | ВАЗ-2121 Нива |

### 17 сентября2005Гонки по фигурному вождению «Ford— 2005»
- Место проведения: «Центральная площадь» г.Павлодар
- Трасса: Образованные «фишками» классические элементы гонок по фигурному вождению
- Задача участников: Преодоление трассы за время наиболее близкое к «эталонному»
- Автомобиль участников: Организаторами предоставлялся Ford Fiesta Mark V 1.4
- Разработчик правил: Михаил Афанасьев
- Руководитель гонки: Михаил Афанасьев
- Победитель: Давид Зарипов[К 1]

#### Призеры, среди владельцев автомобилей Ford
| Место | Пилот           | Владелец автомобиля                       |
| ----- | --------------- | ----------------------------------------- |
| 1     | Давид Зарипов   | Ford Scorpio                              |
| 2     | Тимофей Фредина | Ford Sierra                               |
| 3     | Игорь Лесков    | самодельный внедорожник с агрегатами Ford |

#### Призеры, среди приглашенных гостей
| Место | Пилот             |
| ----- | ----------------- |
| 1     | Андрей Вирчик     |
| 2     | Валерий Коберский |
| 3     | Максим Малягин    |

### 29 октября2005Гонки подрэг-рейсингув рамках Автошоу «40 лет Павлодарэнерго»
Первые официальные гонки по дрэг-рейсингу в городе Павлодар.
- Место проведения: «Центральная площадь» г.Павлодар
- Трасса: Две параллельные прямые дорожки длиной 150 м
- Задача участников: Опережение соперника в очной дуэли
- Автомобили участников: Личные
- Разработчик правил: Михаил Афанасьев
- Руководитель гонки: Михаил Афанасьев
- Победитель: Нурман Манахбаев Subaru Legacy Mk4

#### Победители
| Класс   | Пилот               | Автомобиль            |
| ------- | ------------------- | --------------------- |
| До 2 л  | Геннадий Рудомёткин | Mercedes-Benz 190 1.8 |
| Абсолют | Нурман Манахбаев    | Subaru Legacy Mk4 3.0 |

### 9 мая2006Дуэльные автогонки в честьДня Победы
- Место проведения: «Центральная площадь» г.Павлодар
- Трасса: Образованные «фишками» две параллельные дорожки с фигурами типа «змейка»
- Задача участников: Опережение соперника в очной дуэли
- Автомобили участников: Личные
- Разработчик правил: Михаил Афанасьев
- Руководитель гонки: Михаил Афанасьев
- Победитель: Андрей Вирчик Ford Fiesta Mark V[К 1]

#### Призеры
| Место | Пилот          | Автомобиль                 |
| ----- | -------------- | -------------------------- |
| 1     | Андрей Вирчик  | Ford Fiesta Mark V 1.4     |
| 2     | Дин Рахимов    | Ford Fiesta Mark V 1.4     |
| 3     | Антон Домашних | Subaru Legacy SW 2.0 Turbo |

### 26 августа2006Дуэльные автогонки «КубокSubaru»
- Место проведения: «Центральная площадь» г.Павлодар
- Трасса: Образованные «фишками» две параллельные дорожки с различными фигурами
- Задача участников: Опережение соперника в очной дуэли двигаясь по трассе как передним, так и задним ходом
- Автомобили участников: Личные
- Разработчик правил: Владимир Бородин
- Руководители гонки: Владимир Бородин и Михаил Афанасьев
- Победитель: Антон Домашних VW Golf III[14][К 1]

#### Призеры
| Место | Пилот           | Город    | Автомобиль             |
| ----- | --------------- | -------- | ---------------------- |
| 1     | Антон Домашних  | Павлодар | VW Golf III 2.0        |
| 2     | Андрей Вирчик   | Павлодар | Ford Fiesta Mark V 1.4 |
| 3     | Валерий Бородин | Алматы   | Subaru Impreza II 2.0  |

### 1 мая2007Дуэльные автогонки в рамках Автошоу в честьДня единства народов Казахстана

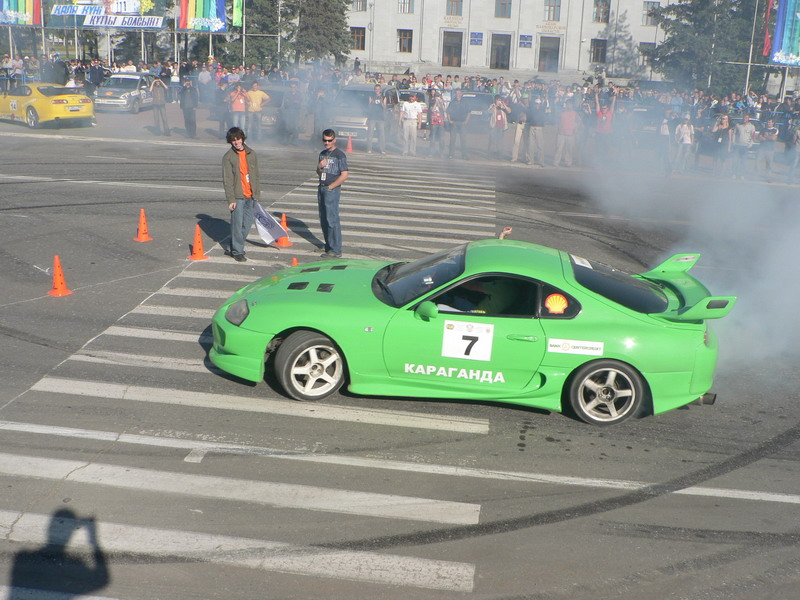
Фрагмент автогонок, 1.05.2007

- Место проведения: «Центральная площадь» г.Павлодар
- Трасса: Образованные «фишками» две параллельные дорожки с различными фигурами
- Задача участников: Опережение соперника в очной дуэли двигаясь по трассе как передним, так и задним ходом
- Автомобили участников: Личные
- Разработчик правил: Михаил Афанасьев
- Руководитель гонки: Михаил Афанасьев
- Победитель: Андрей Вирчик Ford Fiesta Mark V[5][15][К 1]

#### Призеры
| Место | Пилот          | Город     | Автомобиль                    |
| ----- | -------------- | --------- | ----------------------------- |
| 1     | Андрей Вирчик  | Павлодар  | Ford Fiesta Mark V 1.4        |
| 2     | Борис Мачкалян | Караганда | Toyota Supra IV 3.0 TwinTurbo |
| 3     | Дин Рахимов    | Павлодар  | Ford Fiesta Mark V 1.4        |

### 8 сентября20075-й этап кубкаКазахстанапоскоростному по фигурному вождению-2007
- Место проведения: «Центральная площадь» г.Павлодар
- Трасса: Образованные «фишками» две параллельные дорожки с различными фигурами
- Задача участников: Опережение соперника в очной дуэли двигаясь по трассе как передним, так и задним ходом
- Автомобили участников: Личные
- Разработчик правил: Владимир Бородин
- Руководители гонки: Владимир Бородин и Михаил Афанасьев
- Победитель: Антон Домашних VW Polo[4][К 1]

#### Призеры
| Место | Пилот            | Город    | Автомобиль             |
| ----- | ---------------- | -------- | ---------------------- |
| 1     | Антон Домашних   | Павлодар | VW Polo 1.4            |
| 2     | Вячеслав Коробко | Астана   | Hyundai Getz 1.4       |
| 3     | Андрей Вирчик    | Павлодар | Ford Fiesta Mark V 1.4 |

### 1 мая2008Дуэльные автогонки «10 лет Казресурспром»
- Место проведения: «Центральная площадь» г.Павлодар
- Трасса: Образованные «фишками» две параллельные дорожки с различными фигурами
- Задача участников: Опережение соперника в очной дуэли двигаясь по трассе как передним, так и задним ходом
- Автомобили участников: Личные
- Разработчик правил: Михаил Афанасьев
- Руководители гонки: Михаил Афанасьев и Игорь Коновалов
- Победитель: Юрий Пируев VW Golf III[К 1]

#### Призеры в личном зачете
| Место | Пилот              | Город     | Автомобиль                                  |
| ----- | ------------------ | --------- | ------------------------------------------- |
| 1     | Юрий Пируев        | Павлодар  | VW Golf III 2.0                             |
| 2     | Валентин Домащенко | Павлодар  | ВАЗ 1111 Ока 0.7                            |
| 3     | Борис Мачкалян     | Караганда | Opel Vita 1.6/Toyota Supra IV 3.0 TwinTurbo |

#### Призеры в командном зачете
| Место | Город                | Очки |
| ----- | -------------------- | ---- |
| 1     | Павлодар             | 3    |
| 2     | Караганда + Темиртау | 7    |
| 3     | Астана               | 10   |

### 13 сентября20083-й этап чемпионатаКазахстанапоскоростному по фигурному вождению-2008
- Место проведения: «Центральная площадь» г.Павлодар
- Трасса: Образованные «фишками» две параллельные дорожки с различными фигурами
- Задача участников: Опережение соперника в очной дуэли двигаясь по трассе как передним, так и задним ходом
- Автомобили участников: Личные
- Разработчик правил: Владимир Бородин
- Руководители гонки: Владимир Бородин и Михаил Афанасьев
- Победитель: Андрей Вирчик Toyota Corolla AE86[16][К 1]

#### Призеры
| Место | Пилот           | Город     | Автомобиль                    |
| ----- | --------------- | --------- | ----------------------------- |
| 1     | Андрей Вирчик   | Павлодар  | Toyota Corolla AE82 1.5       |
| 2     | Валерий Бородин | Алматы    | Audi TT 8N 1.8 Turbo          |
| 3     | Борис Мачкалян  | Караганда | Toyota Supra IV 3.0 TwinTurbo |

## Рекорды

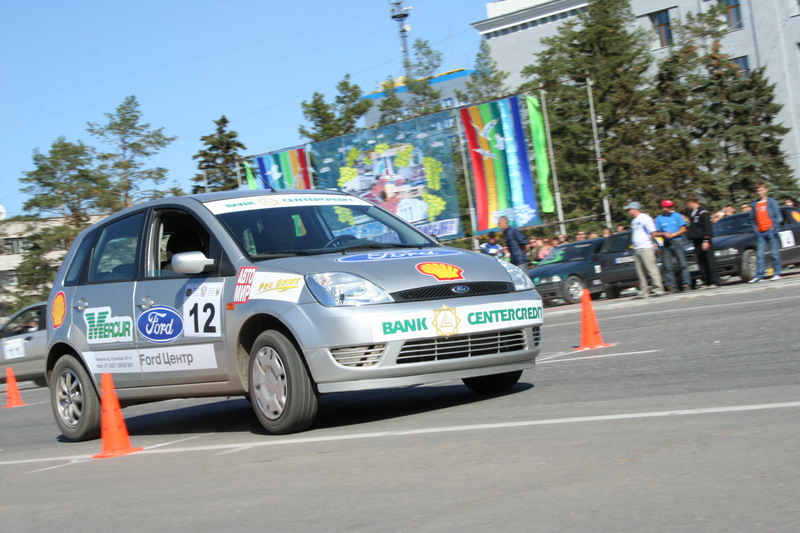
На трассе — рекордсмен по количеству побед Андрей Вирчик

### По числу побед пилотов
| Место | Пилот                            | Число побед |
| ----- | -------------------------------- | ----------- |
| 1     | Андрей Вирчик                    | 8           |
| 2-3   | Тастемир Рахимов, Антон Домашних | 2           |

### По числу участий пилотов
| Место | Пилот             | Число стартов |
| ----- | ----------------- | ------------- |
| 1     | Андрей Вирчик     | 16            |
| 2     | Валерий Коберский | 9             |
| 3     | Дин Рахимов       | 7             |

### По числу побед моделей авто
| Место | Модель                                                      | Число побед |
| ----- | ----------------------------------------------------------- | ----------- |
| 1     | Daewoo Tico                                                 | 3           |
| 2-5   | ВАЗ 2106, ВАЗ 2108, Ford Fiesta Mark V, Toyota Corolla AE82 | 2           |

### По виду соревнований
| Место | Вид гонок                    | Число проведений |
| ----- | ---------------------------- | ---------------- |
| 1     | Скоростное фигурное вождение | 15               |
| 2     | Ралли 3-й категории          | 3                |
| 3     | Дрэг-рейсинг                 | 1                |

## Интересные факты
- В первых всеказахстанских гонках по скоростному фигурному вождению безоговорочно доминировали представители павлодарской автогоночной школы, представлявшие как г. Павлодар так и г. Алматы[6][7].
- Любительские автосоревнования помогли выявить быстрых пилотов, которые смогли реализоваться, некоторые из них со временем пришли в профессиональный автоспорт. Например, Андрей Вирчик стал участвовать в чемпионатах Казахстана по автокроссу и зимним трековым гонкам[11][12].
- Популярность «Гонок на площади» в Павлодаре в 2000-х иллюстрирует цитата из статьи журналиста Игоря Коновалова: «… Поход всей семьей на автогоночное шоу, скажем в День города стал своеобразной традицией и правилом хорошего тона. А тем временем профессионализм участников рос. Автомобили стали готовить специально. Пилоты не брезговали тренировками, а спонсоры придавали азарту импульс дорогими призами…»[1].
- Гонки по скоростному фигурному вождению позволяют проявлять себя быстрым пилотам на любой подходящей технике. Например, в рамках павлодарских «Гонок на площади» проводилось 14 соревнований по скоростному маневрированию с участием разнообразных легковушек, в то же время ни на одной модели автомобиля не удалось победить более чем 3 раза, а всего победителями становились 8 различных моделей серийных машин. Есть целый ряд автомобилей подходящих для «фигурок», но все-таки решающее значение имеет мастерство пилота.
- Единственным, кто имеет отношение ко всем 19 гонкам, является Михаил Афанасьев: в 1997 он был менеджером и пресс-секретарем оргкомитета, с 1998 по 2008 — главным инициатором и организатором гонок, за исключением 2001 года, в 2001-м гонки проходили по разработанным им правилам.
- 31 мая 2008 в Алматы состоялось «АвтоМир Drift Party» — оно включало в себя: первые в стране соревнования по дрифту, первый этап первого чемпионата Казахстана по скоростному фигурному вождению, выставку тюнинговых и экзотических автомобилей, конкурс на лучший автотюнинг, конкурс автомобильного звука[17]. Несколько казахстанских изданий, назвали «АвтоМир Drift Party» самым грандиозным автомобильным шоу такого рода, из когда-либо проводившихся в стране до того времени[10][18][19]. Любопытно, что первоначальный сценарий мероприятия и расчет его калькуляции составлялся для руководства казахстанской версии журнала «АвтоМир» Михаилом Афанасьевым (на тот момент редактором издания) с оглядкой на павлодарское автошоу образца 18 сентября 1999, естественно с поправкой на 2008 год, и с учетом масштабов южной столицы Казахстана. А наиболее значимую роль непосредственно в организации автопраздника сыграл Владимир Бородин — вице-президент Федерации автомотоспорта Республики Казахстан. Тандем этих устроителей автошоу к 2008 был уже больше 10 лет знаком павлодарским любителям «Гонок на площади»[10].
- Сейчас соревнования по скоростному фигурному вождению все чаще называют джимхана.

## Комментарии
1. 1 2 3 4 5 6 7 8 9 10 11 12 13 14 15 16 17 18 19 20 21 22 23  Все результаты соревнований и краткое описание событий на сайте Федерации автоспорта Павлодарской области[13].